# Andrzej Wierzgacz
Andrzej Wierzgacz (ur. 17 sierpnia 1969 we Wrocławiu) – polski koszykarz, który grał na pozycji środkowego, reprezentant kraju, pięciokrotny mistrz Polski w barwach Śląska Wrocław i brązowy medalista z 1994/95 w barwach Anwilu Włocławek.

## Przebieg kariery
- 1985–1995: Śląsk Wrocław
- 1995–1998: Anwil Włocławek
- 1998–2000: Bobry Bytom
- 2000–2001: Pogoń Ruda Śląska
- 2001–2002: Wisła Kraków
- 2001–2003: AZS Lublin